# Arctia utahensis
Arctia utahensis är en fjärilsart som beskrevs av Edwards 1886. Arctia utahensis ingår i släktet Arctia och familjen björnspinnare. Inga underarter finns listade i Catalogue of Life.